# 貝內紹夫縣

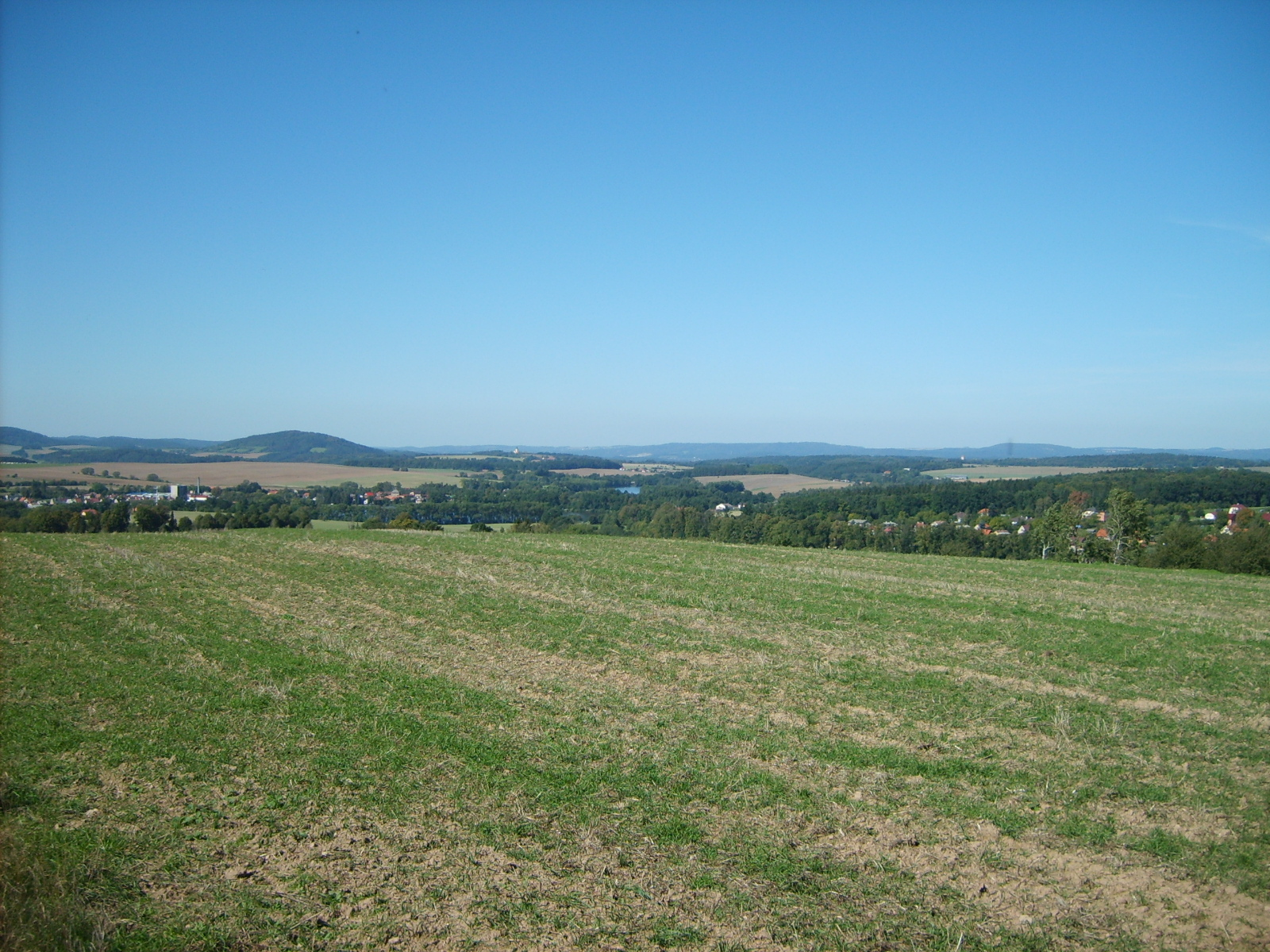

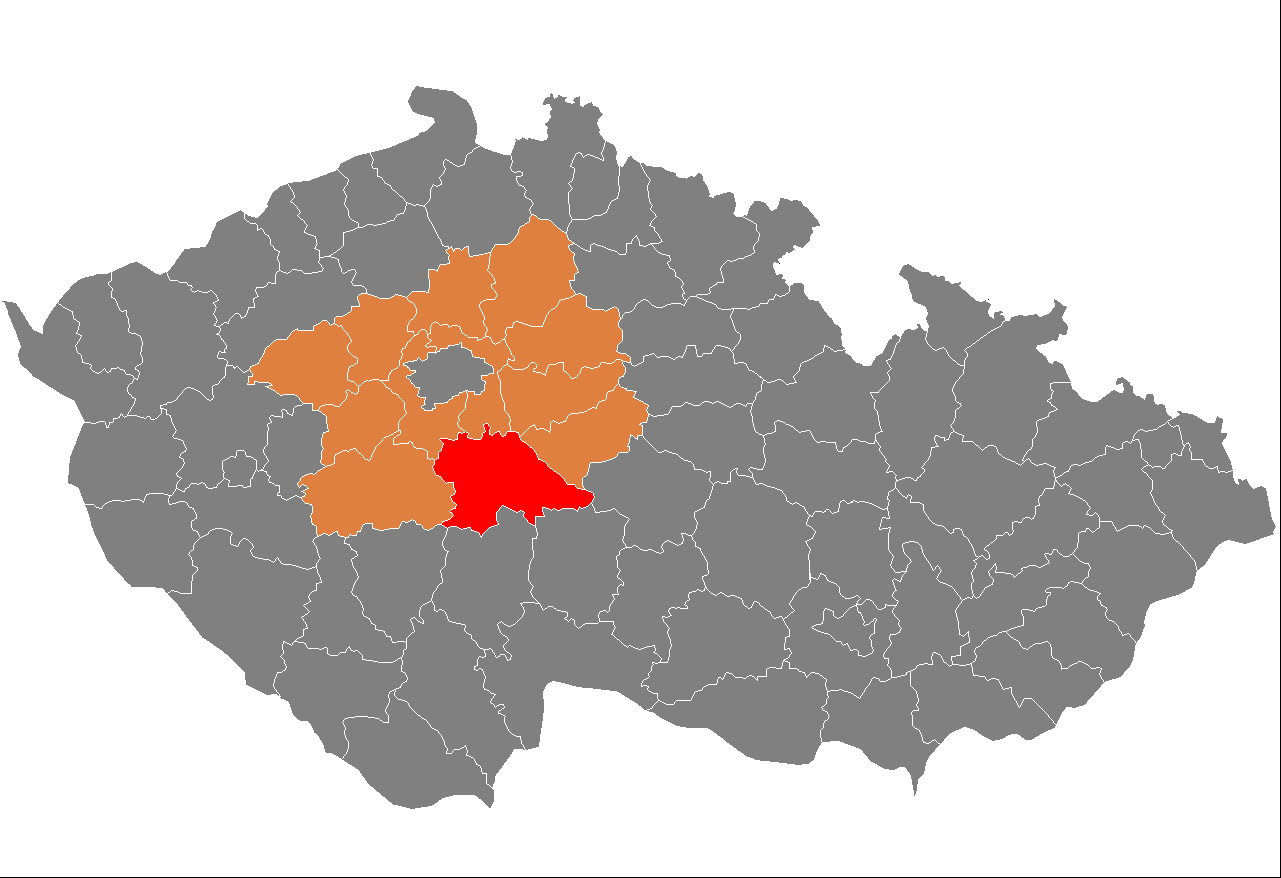

49°46′54″N 14°41′12″E / 49.78167°N 14.68667°E
貝內紹夫縣（捷克語：Okres Benešov），是捷克中部中捷克州的縣份，县治設於貝內紹夫，面積1,474.7平方公里，2007年人口92,084，人口密度每平方公里62.4人。

## 行政区划
貝內紹夫縣下分为3个扩权市镇行政区：貝內紹夫、弗拉希姆及沃季采。其下再划分为114个市镇，其中10个为城镇，11个为集镇。